# Pedicularis pseudohookeriana
Pedicularis pseudohookeriana är en snyltrotsväxtart som beskrevs av Takasi Takashi Yamazaki. Pedicularis pseudohookeriana ingår i släktet spiror, och familjen snyltrotsväxter. Inga underarter finns listade i Catalogue of Life.